# Eristalis croceimaculata
Eristalis croceimaculata är en tvåvingeart som beskrevs av Jacobs 1900. Eristalis croceimaculata ingår i släktet slamflugor, och familjen blomflugor. Inga underarter finns listade i Catalogue of Life.